# Lütfi Pacha
Pour les articles homonymes, voir Lutfi.
Lütfi Pacha (vers 1488 - 1562/3 à Didymotique) est un homme d'État et grand vizir de l'Empire ottoman durant le règne de Soliman le Magnifique entre 1539 et 1541.

## Biographie
Probablement d'origine albanaise, il fut recruté enfant par le système du devchirmé et entra au palais de Bayezid où il reçut une formation approfondie des sciences islamiques. Après avoir occupé différents postes au sein du palais, il est nommé par le sultan bey du sandjak de Kastamonu, puis Beylerbey de Karaman, à des dates inconnues ; il est possible qu'il ait aussi occupé les fonctions de bey d'Aydın vers 1522, puis de Ioannina vers 1529. Il participa aux campagnes de Selim Ier contre les Safavides et les Mamelouks, aux sièges de Rhodes et de Vienne et à d'autres campagnes de Soliman le Magnifique. 
En 1534/5, il devint troisième vizir ; il commanda en 1537 la flotte qui ravagea les côtes d'Apulie puis participa au siège de Corfou.
Il devint second vizir à la mort de son prédécesseur le 15 mai 1538, puis grand vizir à la mort du grand vizir Ayas Mehmed Pacha le 7 juillet 1539. Il conduisit à ce titre les négociations de paix avec les Vénitiens qui conclurent la guerre de 1537-1540.
Il épousa en 1538/9 Şah Sultan, la sœur de Soliman.
Il fut déposé en 1541, apparemment à la suite d'une querelle conjugale, et se retira dans son domaine à Didymotique, qu'il ne quitta ensuite que pour effectuer son pèlerinage en 1547. Il se consacra alors à la rédaction de divers ouvrages concernant l'administration, l'histoire, la théologie, le droit canonique et la poésie.
Il mourut probablement en 1562/3.